# Juvhel Tsoumou
Juvhel Tsoumou (Brazzaville, 27 dicembre 1990) è un calciatore congolese (Repubblica del Congo), attaccante dell'Hebăr Pazardžik.

## Carriera
Ha esordito in Bundesliga il 28 settembre 2008 nella gara contro l'Arminia Bielefeld, subentrando al 74' al posto di Nikos Liberopoulos.

## Palmarès

### Club
- CAF Champions League: 1

Wydad Casablanca: 2021-2022